# おりんぴあ どりーむ
おりんぴあ どりーむ (OLMPIA DREAM) は、日本の海運会社国際両備フェリー株式会社（旧両備運輸株式会社→両備ホールディングス株式会社→両備フェリー株式会社 本社：岡山県岡山市）が運航する、内航旅客船兼自動車輸送渡船（カーフェリー）。2005年（平成17年）6月10日から、新岡山港（岡山県）～小豆島（土庄港・香川県）間の運航を開始した。普段は新岡山港に係船されており新岡山航路の代船や臨時便として活躍する。

## 概要
九州新幹線「つばめ」をはじめとするJR九州の車両や、岡山電気軌道の路面電車「MOMO」のデザインで知られる水戸岡鋭治がトータルデザインを担当した。水戸岡の船舶に関係するデザインでは、JR九州高速船のジェットフォイル「ビートル」シリーズが知られているが、トータルデザインは初となる。
おりんぴあ どりーむせとも水戸岡氏がデザインを担当した。
瀬戸内海を航行するこのクラスの船舶としては珍しく、車両甲板から展望甲板まで、4層の甲板を持つ。これは、同航路に就航する「にゅうおりんぴあ」（1988年就航）のデザインを受け継いでいる。3階は、ブランコや、メリーゴーランド、ボルタリングが設置されている。
船体には、ギリシャ神話に登場する「トリトン」が描かれている。ちなみに、「にゅうおりんぴあ」「おりんぴあ どりーむせと」には、「ポセイドン」が描かれている。同社のカーフェリーには、第1船の「おりんぴあ」（初代・1964年就航）から、ギリシャ神話に登場する獣神が描かれており、これが伝統となっている。